# コーネリアス・ウォルフォード
コーネリアス・ウォルフォード(Cornelius Walford, 1827年4月2日 - 1885年9月28日)は、イギリス出身の著作家、弁護士。

## 生涯・研究
ロンドンのカーテン街に生まれる。15歳で事務弁護士の秘書となり、1848年でウィタムに保険の調査兼代理業をひらき、1857年に英国保険代理協会の会員となり、王立統計学会に加入。匿名で執筆した The Insurance Guide and Handbook は、アメリカで海賊版が出るほどの人気となった。1858年にミドル・テンプルに入学、1860年に上級弁護士となり、エドウィン・チャドウィックらのもとで働く。東ロンドン銀行の理事、アメリカの対ヨーロッパ・ニューヨーク保険協会の支配人などを歴任し、保険問題について著述活動を行い、1875年には王立歴史学会の特別会員、1884年にサミュエル・ブラウン賞を受賞した。
保険事業に関わるかたわら、社会組織や制度に関心を広げ、後半生にはその歴史的研究を行った。著書『市の社会史』では、ケンブリッジのスターブリッジの市や、ロンドンのバーソロミューの市などイギリスのフェアやマーケットを中心に、市場の発達史を論じた。

## 主要著作
- The Insurance Guide and Handbook （1857）
- Fairs, Past and Present（1883）　日本語訳『市の社会史』　中村勝訳、そしえて、1984年。